# Limapontia
Limapontia is een geslacht van weekdieren uit de klasse van de Gastropoda (slakken).

## Soorten
- Limapontia capitata (O. F. Müller, 1774)
- Limapontia depressa Alder & Hancock, 1862
- Limapontia senestra (Quatrefages, 1844)